# 埃費爾德河
50°21′8″N 11°1′47″E / 50.35222°N 11.02972°E

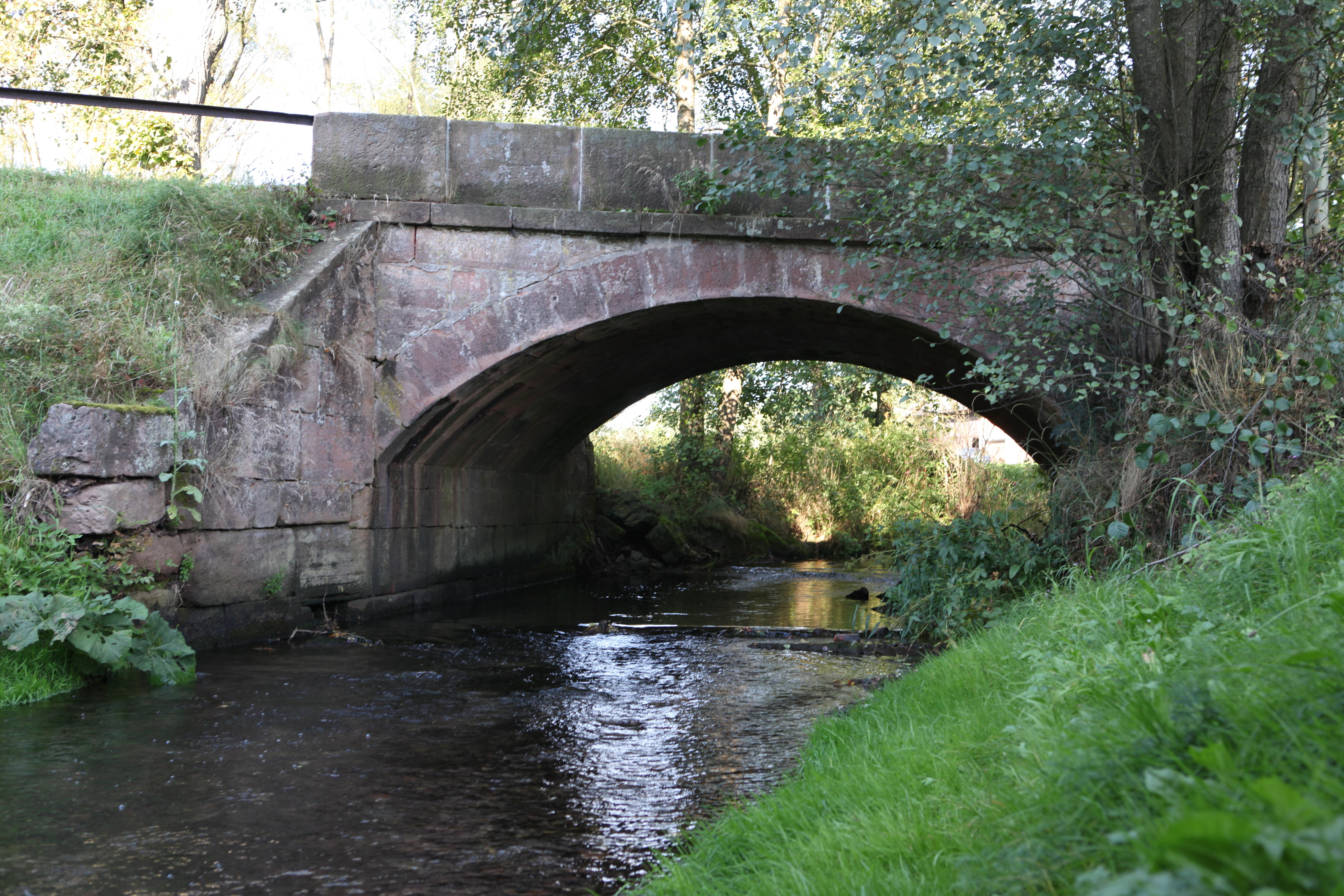

埃費爾德河是德國的河流，位於該國東南部，屬於伊茨河的支流，流經圖林根和巴伐利亞，河道全長15公里，流域面積44平方公里。